# Limes Arabicus

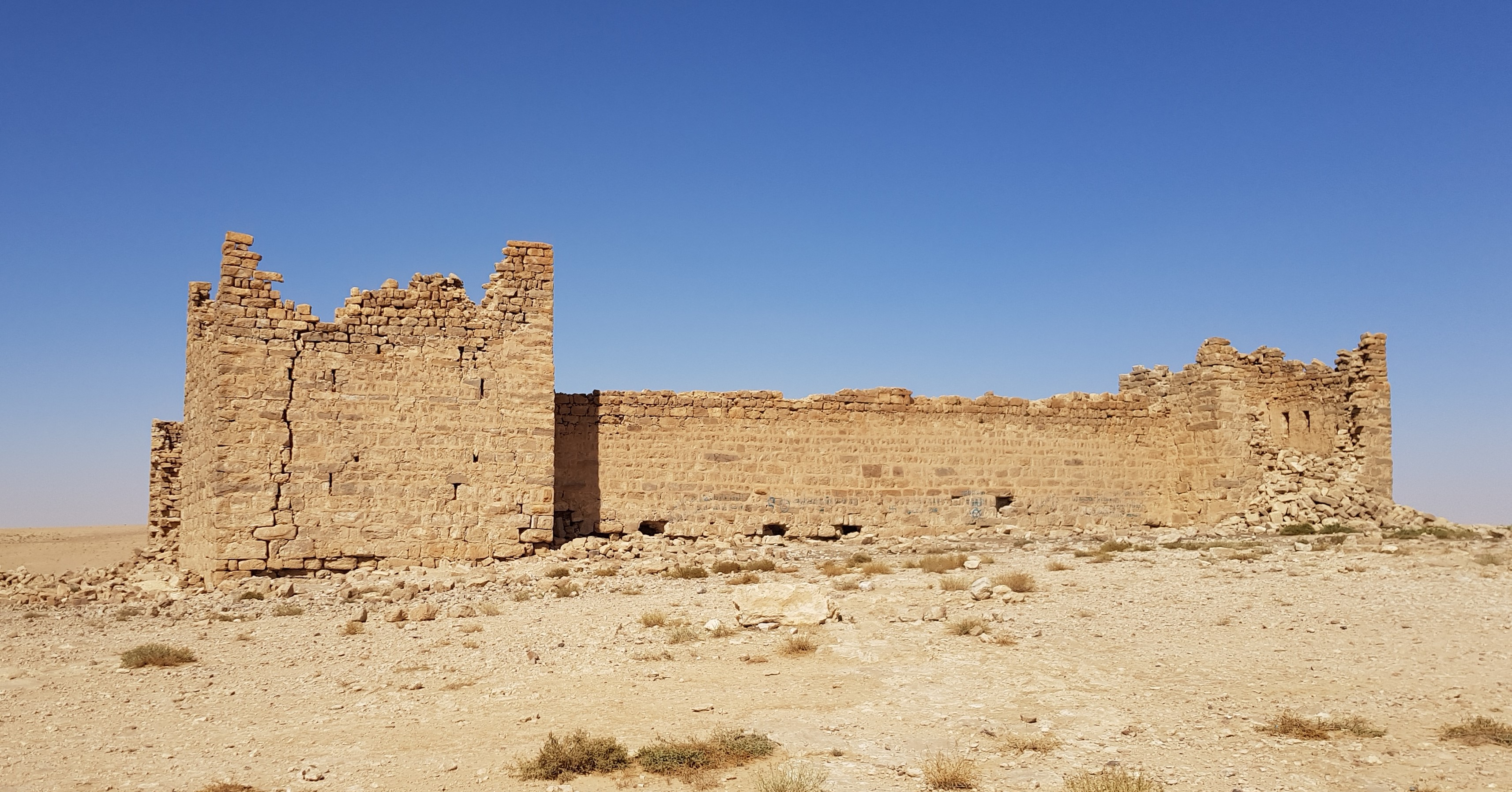
Qasr Bshir (Planetarium Mobeni), parte del Limes Arabicus.

El Limes Arabicus, también conocido como Limes Palestinae, fue un doble limes fronterizo situado en el límite oriental del Imperio romano, que defendía la provincia romana de Arabia frente a la Arabia libre del control romano (Arabia Deserta al norte, y Arabia Felix al sur). Discurría a lo largo de 1500 km, desde el norte de Siria hasta el sur de Palestina. 

## Historia

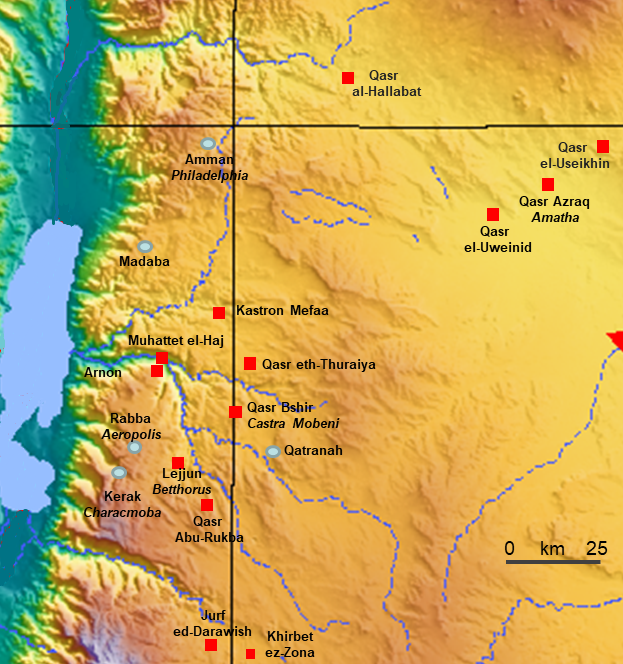
Jordan parte del Limes Arabicus.

El origen del limes data del año 64 a. C., tras la conquista por parte de Pompeyo del decadente Imperio seléucida, circunscrito en esa época a la posterior provincia de Siria. Más tarde fue reforzado y ampliado por el emperador romano Trajano, tras la anexión del reino de los nabateos en el año 106, lo que llevó la nueva frontera del Imperio unos 350 km más al sur, hasta la costa del mar Rojo. 
A diferencia de los limes del Rin y del Danubio, construidos con empalizadas de madera y fosos, y aprovechando los cursos de agua, la ausencia de ríos y de madera en esta zona del Oriente Próximo motivó la utilización de elementos constructivos característicos del ambiente desértico, como piedra seca y adobe sin cocer.
Esta línea defensiva fronteriza fue erigida con un doble objetivo: defender las fértiles tierras recién conquistadas del vecino Imperio parto y controlar las migraciones (no siempre pacíficas) de los nómadas arábigos hacia el norte y por ende dentro del Imperio, protegiendo así las rutas comerciales del bandidaje. Para facilitar este comercio y la comunicación interior de la nueva provincia, fue construida entre los años 111 y 114 una nueva calzada, la Vía Trajana Nova, que unía la frontera siria con Aila y que se hallaba flanqueada por numerosos fortines del limes.
Al norte, los triunfos de Marco Aurelio y Lucio Vero en la guerra contra los partos conllevaron la ampliación de la frontera hasta el río Jabur y la construcción de nuevos fortines. El sector central del limes discurría dentro del actual territorio jordano, desde Philadelphia, la ciudad más meridional de la Decápolis, hasta Um er-Rasas, y de allí hasta el escarpe montañoso de Ra's an Naqb, asegurando así la zona al este del mar Muerto antes de alcanzar el mar Rojo, cerca de la actual ciudad de Duba. Otros puntos fortificados al oeste del limes se hallaban en las cercanías de Masada y en Beerseba.
Durante el reinado de Diocleciano se construyeron nuevos fuertes y puestos de observación para proteger las provincias orientales de la presencia sasánida, conformando la Strata Diocletiana que enlazaba Bostra con Soura; solamente entre Palmira y el Éufrates se han hallado tres campamentos de esta etapa.
Ya en época bizantina, Justiniano I reforzó el viejo limes, si bien las tropas que lo guarnecían acabaron siendo retiradas gradualmente en la primera mitad del siglo VI, ante la necesidad de contingentes necesarios en las sucesivas guerras que libró Bizancio contra el Imperio sasánida, y sustituidas por contingentes de árabes foederati, principalmente gasánidas. De esta forma, el abandono del Limes Arabicus ya era un hecho cuando se produjo la expansión musulmana del siglo VII.